# Diplolepis mayri
Espèce
Diplolepis mayri est une espèce d'insectes hyménoptères cynipidés qui provoque la formation de galles de l'églantier ressemblant à de petits oursins.
L'espèce proche Diplolepis rosae, avec laquelle il ne faut pas la confondre, provoque l'apparition sur les rosiers ou sur les églantiers d'autres galles, les bédégars, qui se présentent sous l'aspect de touffes hirsutes formées de nombreux filaments verdâtres à rougeâtres.